# レッドフィッシュ (潜水艦)
レッドフィッシュ (USS Redfish, SS/AGSS-395) は、アメリカ海軍の潜水艦。バラオ級潜水艦の一隻である。艦名は表皮が赤いメバル科や魚肉が赤いサケ科など、種を問わず漠然と「赤い魚」を意味する。アメリカ公文書はベニザケやピンクサーモンなど、赤い婚姻色を発するサケを由来と見なしている。同名の艦（USS Redfish）としては初代。なお、退役から5年後にスタージョン級原子力潜水艦31番艦として就役したウィリアム・H・ベイツ(SSN-680)は2代目レッドフィッシュとして計画されたが、起工直前に改名された。

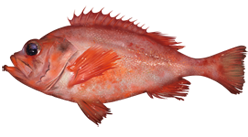
アカディアン・レッドフィッシュ（Acadian redfish）

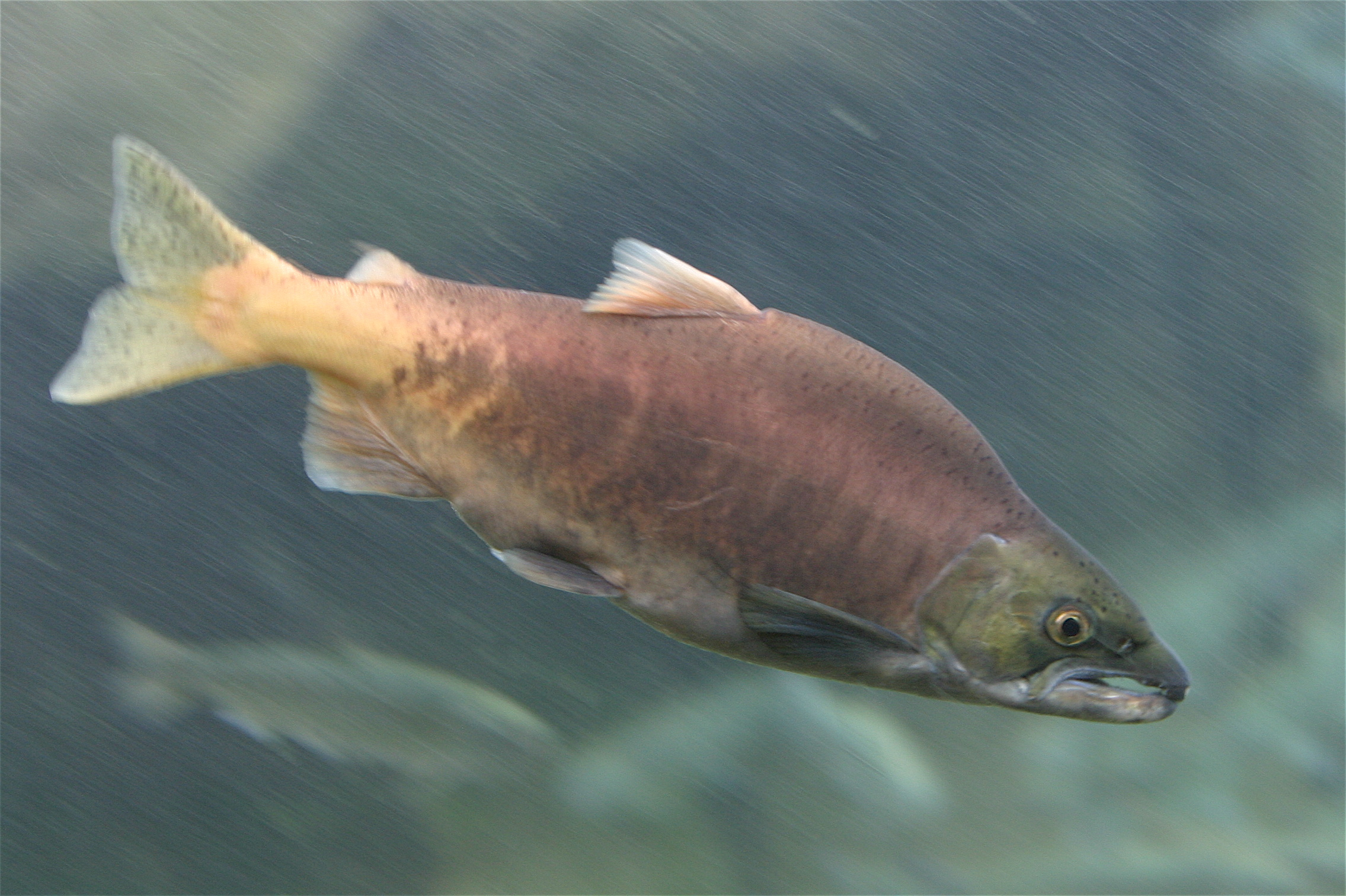
ベニザケ（カナダ通称Little redfish）

## 艦歴
レッドフィッシュは1943年9月9日にメイン州キタリーのポーツマス海軍造船所で起工した。1944年1月27日にルース・ローパーによって命名、進水し、4月12日にルイス・D・マクレガー艦長（アナポリス1930年）の指揮下就役する。就役後は訓練等を経て真珠湾に回航され、6月27日に到着した。

### 第1の哨戒 1944年7月 - 10月
7月23日、レッドフィッシュは最初の哨戒でルソン海峡方面に向かった。8月18日明け方、レッドフィッシュはラッシャー (USS Rasher, SS-269) とともに哨戒中、輸送船団が接近するのを探知。5時24分ごろに北緯20度40分 東経120度43分 / 北緯20.667度 東経120.717度のバタン諸島イバヤト島西方でタンカー永洋丸（日本油槽船、8,673トン）を雷撃したが撃破にとどまった。
8月25日には、北緯18度31分 東経120度32分 / 北緯18.517度 東経120.533度のルソン島北西端ボヘヤドール岬沖で接岸航行中のタマ24船団を発見。昼過ぎに「ばとぱは丸」（日本海運、5,953トン）を雷撃し撃沈した。
9月16日15時過ぎ、北緯21度42分 東経121度41分 / 北緯21.700度 東経121.683度の鵝鑾鼻南西沖で、ミ14船団に加入中に僚船「徳島丸」（日本郵船、5,975トン）の被雷のショックで機関室が破損し修理しながら船団に追及していたタンカー「第二小倉丸」（日本油槽船、7,311トン）に向けて魚雷6本を発射。うち2本が船体前部と後部に命中し、第二小倉丸は3分で沈没した。
9月21日には、僚艦ピクーダ (USS Picuda, SS-382) とともに、バタン諸島を縫うように南下中のタマ26船団を発見。「淡路丸」（日本郵船、1,948トン）を撃沈したピクーダの攻撃に続いてレッドフィッシュが攻撃し、北緯18度37分 東経120度41分 / 北緯18.617度 東経120.683度の地点で8時35分ごろに船団の先頭を航行していた「瑞穂丸」（大阪商船、8,506トン）に魚雷3本を命中させて撃沈した。
10月2日、レッドフィッシュは65日間の行動を終えてミッドウェー島に帰投した。

### 第2の哨戒 1944年10月 - 1945年1月
10月25日、レッドフィッシュは2回目の哨戒で東シナ海に向かった。途中、補給でサイパン島に寄港し11月3日に出航、哨区に到着した。11月20日、レッドフィッシュは北緯25度15分 東経122度23分 / 北緯25.250度 東経122.383度の地点で大型のサンパンを発見し、浮上砲戦で撃沈。2日後の11月22日にも、北緯24度14分 東経122度25分 / 北緯24.233度 東経122.417度の地点で20トン程度のサンパンを発見、これも浮上砲戦で撃沈した。11月22日22時37分ごろ、レッドフィッシュは北緯24度25分 東経122度32分 / 北緯24.417度 東経122.533度の与那国島西方で基隆から那覇に向かっていたタカ206船団を発見し、バング (USS Bang, SS-385) とともに攻撃。レッドフィッシュが「鳳山丸」（南日本汽船、2,552トン）を、バングが「天草丸」（大阪商船、2,345トン）と「栄丸」（川崎汽船、2,878トン）をそれぞれ撃沈した。その後北上し、12月8日夜、レッドフィッシュは長崎県野母崎沖の女島灯台付近で、SJレーダーで日本艦隊らしき目標を探知した。この艦隊は、フィリピンへ緊急物資輸送を実施し、帰途台湾で合流した戦艦「榛名」、重巡洋艦「利根」、駆逐艦3隻とともに佐世保に向かっていた航空母艦「隼鷹」を中心とする艦隊であった。レッドフィッシュは至近の僚艦シーデビル (USS Seadevil, SS-400) などに艦隊の存在を通報するとともに、自身も艦隊を追跡した。艦隊は高速でジグザグコースを取っておりやや雷撃しにくい体勢が続いたが、翌9日1時33分に絶好の射点につき、「隼鷹」へ向けて魚雷6本を発射した。1時34分、このうちの1本が「隼鷹」の右舷のやや後部に命中。命中直後こそ「隼鷹」は航行可能だったが、程なく爆発が起きて航行不能となった。レッドフィッシュは止めを刺そうとし、旋回して艦尾の発射管から魚雷を4本発射。そのうち1本が右舷艦首部に命中した。「隼鷹」は右舷へ30度傾いたまま微速航行を続け佐世保に帰投。沈没につながる幸い致命的な被害は食い止められたものの、このときの損傷により、「隼鷹」は終戦まで戦列に復帰することができなかった。攻撃後、レッドフィッシュは再び南に向かった。

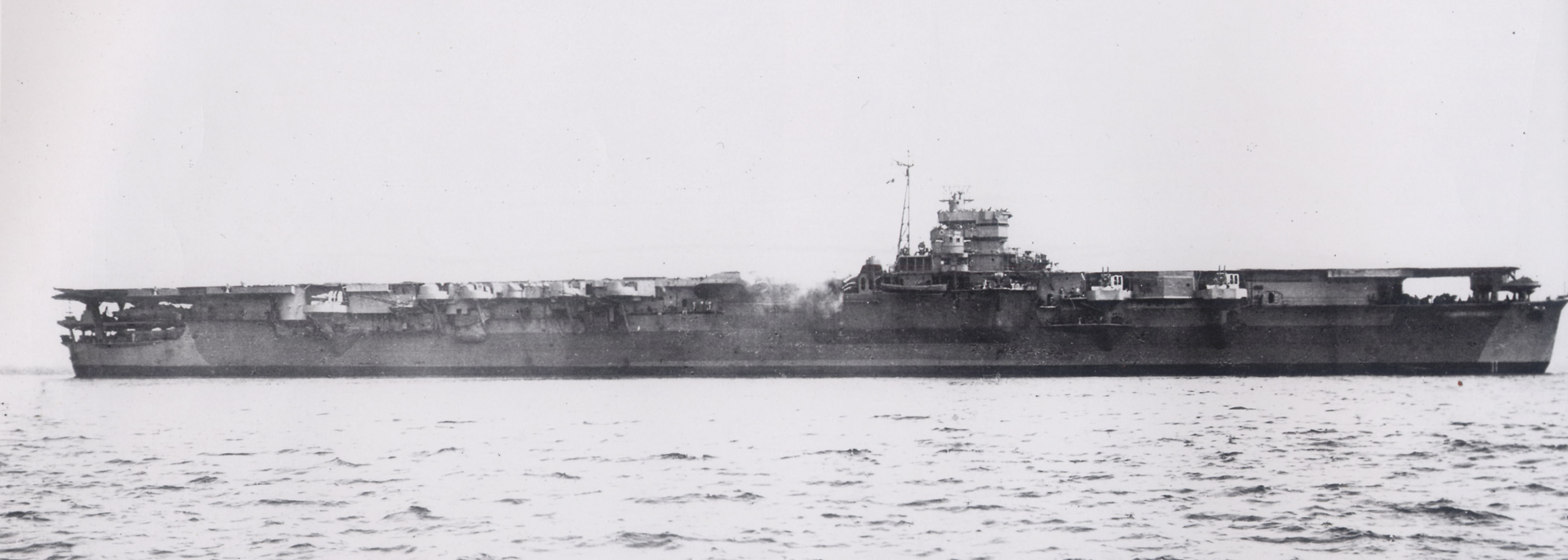
空母雲龍

12月19日午後、浮上航行していたレッドフィッシュは宮古島近海で日本機を発見し潜航した。この時、レッドフィッシュにフィリピン方面に向け航行中であった日本の新鋭航空母艦「雲龍」を含む小艦隊が接近しつつあった。16時27分、レッドフィッシュはその潜望鏡の視界内に雲龍の姿を捉えた。その2分後、雲龍はジグザグコースを取り始めた。これにより、レッドフィッシュは「雲龍」の右舷側を見るような体勢となった。16時37分、レッドフィッシュは「雲龍」までの距離が約5,400メートルと遠かったものの雷撃を敢行、魚雷4本を発射した。16時38分、「雲龍」の右舷艦橋下に魚雷1本が命中。「雲龍」はたちまち右舷に20度傾き、やがて航行不能となった。レッドフィッシュは第2撃を駆逐艦「檜」に向けて艦尾から魚雷を4本発射したが、命中しなかった。16時44分、レッドフィッシュは「雲龍」に止めを刺さんと魚雷を1本のみ発射。魚雷は最初の命中箇所に近いところに命中し、16時50分に火薬庫が爆発を起こし、17時に沈没した。レッドフィッシュは、撃沈直後こそ沈没する「雲龍」を潜望鏡カメラで撮影する余裕もあったが、その時、「檜」がレッドフィッシュの潜望鏡を発見。レッドフィッシュはただちに45メートル、次いで70メートルの深度に逃れたが、2度にわたる爆雷攻撃により重大なダメージを受けた。1度目の攻撃では12個の爆雷が投下され、前部発射管室の船殻が歪んだ。2度目の攻撃は9個と少なかったものの、油圧系統を故障させその影響で音響装置を破壊した。水密区画も損傷し、1人の乗組員が突然開いたドアに頭部を激突させ、その衝撃で耳がちぎれ飛んだ。電池も亀裂が走り電気系統もダメになった。「檜」は最後に3個の爆雷を投下すると去っていき、レッドフィッシュは反撃を辛くもかわした。とはいえ、これ以上哨戒を続けることは困難となり、哨戒は打ち切りとなった。1945年1月2日、レッドフィッシュは64日間の行動を終えて真珠湾に帰投した。
2月17日、レッドフィッシュは修理のためアメリカ東海岸のポーツマス海軍造船所に向かった。修理完了後7月23日に真珠湾へ帰港、3回目の哨戒へ向けての準備に余念が無かったが、結局終戦までその場にとどまった。
レッドフィッシュは第二次世界大戦の戦功で2個の従軍星章を受章した。

### 戦後
レッドフィッシュは1945年9月から1946年1月までグアムに進出して任務に従事した後、1月30日にサンディエゴに到着した。1947年3月3日にサンディエゴを出航しグアムと日本へ向かい、6月21日に帰還する。西海岸とハワイ水域での作戦活動後、レッドフィッシュは1951年2月2日に朝鮮半島に向かい、朝鮮戦争に参加。6月24日まで国連軍の支援の一部として横須賀沖で活動した。レッドフィッシュは7月3日にサンディエゴへ帰還し、西海岸沖で活動した。レッドフィッシュは1960年7月1日に AGSS-395 （実験潜水艦）に艦種変更され、3月26日にサンディエゴを出航、9月26日まで西大西洋に展開した。その後は1968年まで西太平洋で訓練を行う。1968年6月27日、レッドフィッシュはサンディエゴにおいて退役し、6月30日には海軍籍から除籍された。翌1969年2月6日、メドレガル (USS Medregal, SS-480) の実艦標的として海没処分された。

## 登場作品

### 映画
『海底二万哩』
架空の潜水艦「ノーチラス号（Nautilus）」として登場。撮影用に水平舵が取り付けられている。
『ゴジラ-1.0』
名称のみ登場。1947年に太平洋上でゴジラと接触し、大破するも写真撮影に成功する。
『深く静かに潜航せよ』
架空の潜水艦「ナーカ （Nerka）」として数シーンに登場。

### テレビドラマ
『サイレント・サービス』
作中で数場面に登場している。